# Lista de membros da Royal Society eleitos em 1663
Esta é uma lista completa de Membros da Royal Society eleitos em seu quarto ano, 1663.

## Founder Fellows
- Robert Boyle (1627–1691)
- Alexander Bruce, 2nd Earl of Kincardine (1629–1681)
- John Wilkins (1614–1672)
- Sir Christopher Wren (1632–1723)

## Fellows
- John Alleyn (1621-1663)
- James Annesley (1645-1690)
- John Aubrey (1626-1697)
- Sir Thomas Baines (1622-1680)
- Peter Ball (1638-1675)
- Ralph Bathurst (1620-1704)
- John Beale (1613-1683)
- George Berkeley (1628-1698)
- Sir John Birkenhead (1616-1679)
- Richard Boyle (d. 1665)
- William Brereton (1632-1680)
- Robert Bruce (1626-1685)
- David Bruce (1657-1690)
- Sir Edward Bysshe (1615-1679)
- Archibald Campbell, 9º Conde de Argyll (1629-1685)
- William Cavendish, 3rd Earl of Devonshire (1617-1684)
- William Cavendish, 1st Duke of Devonshire (1641-1707)
- Walter Charleton (1620-1707)
- Timothy Clarke (d. 1672)
- Sir John Clayton (d. 1710)
- John Clotworthy (d. 1665)
- Daniel Colwall (d. 1690)
- James Compton (1622-1681)
- Anthony Ashley Cooper, 1st Earl of Shaftesbury (1621-1683)
- Edward Cotton (1616-1675)
- Thomas Coxe (1615-1685)
- Thomas Coxe (b. 1640)
- John Crawford-Lindsay (1596-1678)
- John Creed (d. 1701)
- William Croone (1633-1684)
- Sir John Denham (1615-1669)
- Sir Kenelm Digby (1603-1665)
- John Dryden (1631-1700)
- Andrew Ellis (d. 1673)
- Sir George Ent (1604-1689)
- William Erskine (d. 1685)
- John Evelyn (1620-1706)
- Sir Francis Fane (1612-1681)
- Nicasius le Febure (1610-1669)
- Sir John Finch (1626-1682)
- Sir Henry Ford (1617-1684)
- Sir Alexander Fraizer (1610-1681)
- William Gomildon (d. 1691)
- Theodore Haak (1605-1690)
- William Hammond (1614-1685)
- Sir Edward Harley (1624-1700)
- Christopher Hatton (1605-1670)
- Sir James Hayes (d. 1693)
- Thomas Henshaw (1618-1700)
- Nathaniel Henshaw (1628-1673)
- William Hoare (d. 1666)
- William Holder (1616-1698)
- Robert Hooke (1635-1703)
- Sir John Hoskins (1634-1705)
- Charles Howard (1630-1713)
- Christiaan Huygens (1629-1695)
- Sir Justinian Isham (1611-1675)
- Richard Jones (1641-1712)
- Sir Andrew King (d. 1678)
- Sir Ellis Leighton (d. 1685)
- Sir James Long (1617-1692)
- Anthony Lowther (1641-1693)
- John Lucas (1606-1671)
- Christopher Merret (1614-1695)
- Edward Montagu (1625-1672)
- Henry Mordaunt (1624-1697)
- Sir Anthony Morgan (1621-1668)
- Caspar Needham (1622-1679)
- William Neile (1637-1670)
- Sir Thomas Nott (1606-1681)
- Henry Oldenburg (1617-1677)
- Philip Packer (1618-1686)
- Dudley Palmer (1617-1666)
- Robert Paston (1631-1683)
- John Pell (1611-1685)
- Sir William Persall (b. 1601)
- Peter Pett (1610-1672)
- Sir Peter Pett (1630-1699)
- Sir John Pettus (1613-1685)
- Henry Pierrepont (1607-1680)
- Walter Pope (1627-1714)
- Francis Potter (1594-1678)
- Thomas Povey (1615-1702)
- Henry Power (1623-1668)
- Sir Richard Powle (1628-1678)
- Henry Powle (1630-1692)
- Henry Proby (1646-1664)
- William Quatremain (1618-1667)
- Sir Charles Scarburgh (1615-1694)
- Sir James Shaen (d. 1695)
- Henry Slingsby (1621-1688)
- George Smyth (1629-1702)
- Samuel Sorbiere (1615-1670)
- Sir Robert Southwell (1635-1702)
- Thomas Sprat (1635-1713)
- Alexander Stanhope (1638-1707)
- Thomas Stanley (1625-1678)
- Sir John Talbot of Lacock (1630-1714)
- Sir Gilbert Talbot (1607-1695)
- Christopher Terne (1620-1673)
- Sir Samuel Tuke (d. 1674)
- Victor Beaufort Vabres de Fresars (1663-1674)
- Cornelius Vermuyden (1627-1693)
- Edmund Waller (1606-1687)
- John Wallis (1616-1703)
- Seth Ward (1617-1689)
- Edward Waterhouse (1619-1670)
- Daniel Whistler (1619-1684)
- Sir Joseph Williamson (1633-1701)
- Thomas Willis (1621-1675)
- Francis Willughby (1635-1672)
- John Winthrop (1606-1676)
- Thomas Wren (1633-1679)
- Matthew Wren (1629-1672)
- Sir Peter Wyche (1628-1699)
- Sir Cyril Wyche (1632-1707)
- Edmund Wylde (1618-1695)
- William Winde (1647-1722)